# Biblioteca civica Villa Valle
Die Biblioteca civica Villa Valle ist die seit 1956 bestehende kommunale Bibliothek von Valdagno in der oberitalienischen Provinz Vicenza. Sie wurde 1956 im Palazzo Festari gegründet. Heute befindet sie sich nach mehreren Umzügen in der Villa Valle in der Viale Regina Margherita, 1. Sie birgt rund 60.000 Bände.

## Geschichte

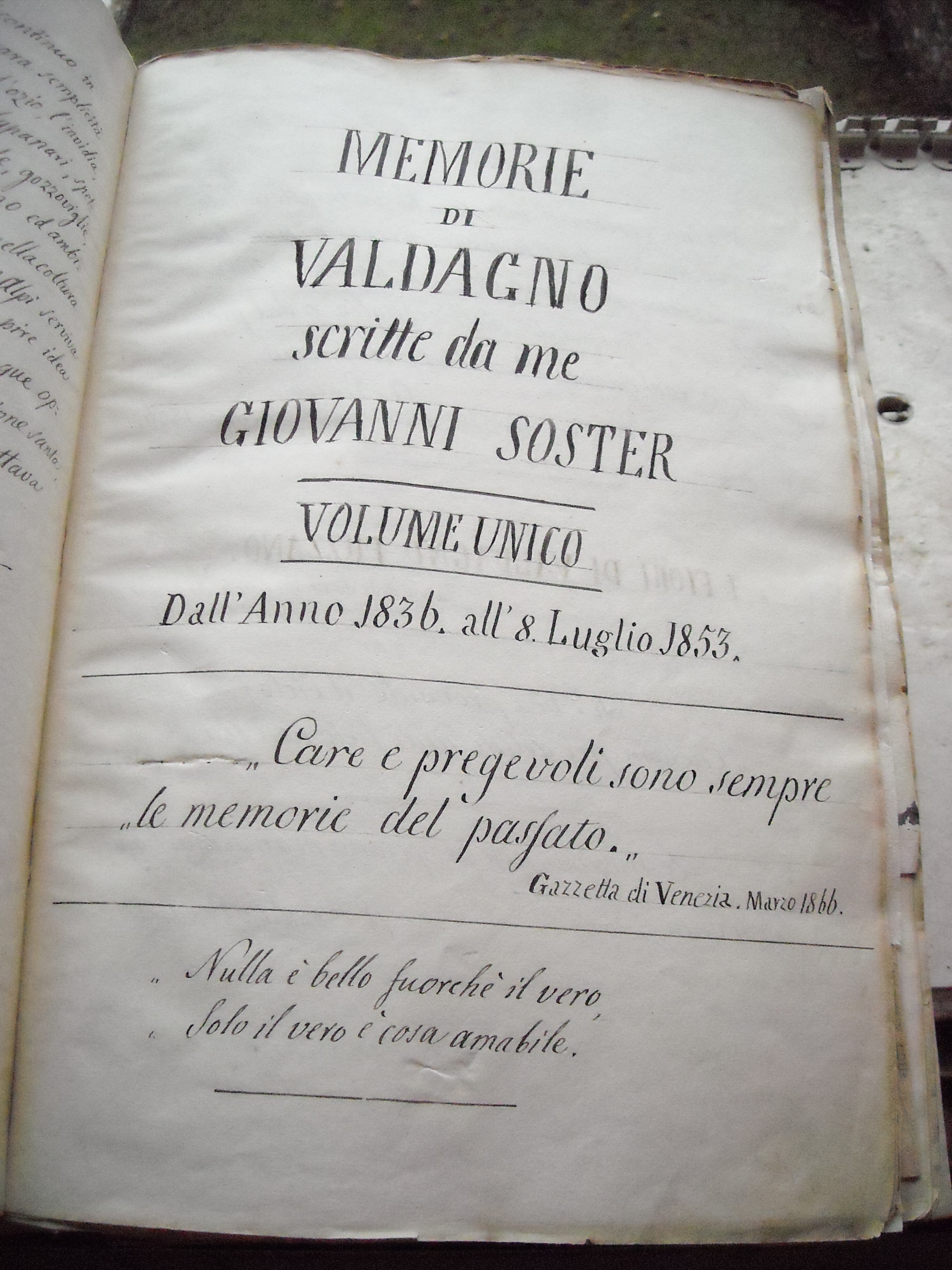
Autograph der Memorie di Valdagno des Giovanni Soster (1814–1893)

Die Bibliothek von Valdagno wurde 1956 im Palazzo Festari gegründet. 1968 zog sie in den Palazzo comunale um, den Sitz der Stadtverwaltung, kehrte jedoch 1970 in das erste Stockwerk des Gründungsstandortes zurück. Zu dieser Zeit umfasste der Bücherbestand etwa 9.000 Bände. 1978 zog auch das Archivio Storico, das Historische Archiv der Stadt in die Räumlichkeiten der Bibliothek ein. 1983 erfolgte der Umzug an den heutigen Standort. Auslöser war die Schenkung der Familie Marzotto, die ihren Palast Villa Valle der Kommune vermachte. Der Bücherbestand war inzwischen auf 17.000 Bände angewachsen.
Die digitale Erfassung der inzwischen 27.000 Bände erfolgte ab 1992, ebenso wie die entsprechende Katalogführung. Bereits 1997 entstand eine erste Seite im Internet. Seither wächst die Bibliothek jährlich um etwa 2.000 Bände, der Bestand umfasst inzwischen 55.000 Dokumente, hinzu kommt eine virtuelle Bibliothek mit Zugriff auf etwa 300.000 Titel. Dabei erfolgt die Bereitstellung durch einen zweiwöchigen Transport der gedruckten Werke.
Die Biblioteca civica Villa Valle gehört dem Bibliotheksverbund der Provinz Vicenza (Servizio Bibliotecario Provinciale Vicentino – SBPV) an.